# Anopheles orientalis
Anopheles orientalis är en tvåvingeart som först beskrevs av Swellengrebel och Swellengrebel de Graaf 1920.  Anopheles orientalis ingår i släktet Anopheles och familjen stickmyggor. Inga underarter finns listade i Catalogue of Life.